# Tambourissa rakotozafyi
Tambourissa rakotozafyi är en tvåhjärtbladig växtart som beskrevs av D.H. Lorence & J. Jérémie. Tambourissa rakotozafyi ingår i släktet Tambourissa och familjen Monimiaceae. Inga underarter finns listade i Catalogue of Life.